# Shannon Johnson
Shannon Regina "PeeWee" Johnson, född 18 augusti 1974 i Hartsville, South Carolina, är en amerikansk basketspelare som tog tog OS-guld 2004 i Aten. Detta var USA:s tredje OS-guld i dambasket i rad. Hon var senast aktiv 2009 i laget Seattle Storm i WNBA.